# Mazaugues
Ne pas confondre avec Mazargues, quartier de Marseille.
Mazaugues est une commune française située dans le département du Var en région Provence-Alpes-Côte d'Azur.

## Géographie

### Localisation
Mazaugues est une commune rurale du département du Var, située enFrance, à l'extrémité est du massif de la Sainte-Baume (1 148 m), à 15 km au sud-ouest de Brignoles et 40 km au nord de Toulon. Sa superficie est de 5 379 ha et son altitude moyenne est de 450 mètres.

### Géologie et relief
La commune est dominée au sud-ouest par le plateau d'Agnis, dont le point culminant, le Mourré d’Agnis, s’élève à 919 mètres ; le Caramy et l'Issole prennent leur source sur ses flancs.
Le synclinal de Mazaugues est un fossé d’effondrement attribué au Crétacé supérieur. Il renferme des gisements de bauxite et présente du Turonien supérieur de caractère laguno-saumâtre et du Sénonien inférieur.
C'est sur le territoire de la commune que les sédiments du Santonien atteignent leur plus grande épaisseur. Ils sont formés par la succession de trois barres de calcaires à rudistes séparées l'une de l'autre par des grès arkosiques grossiers et des argilites sableuses d'origine deltaïque.

### Hydrographie et les eaux souterraines
Cours d'eau sur la commune ou à son aval :
- rivières le Caramy, le Grand Gaudin, l'Issole ;
- ruisseaux du Latay, le Petit Gaudin.

### Climat
Pour des articles plus généraux, voir Climat de Provence-Alpes-Côte d'Azur et Climat du Var.
En 2010, le climat de la commune est de type climat méditerranéen franc, selon une étude du Centre national de la recherche scientifique s'appuyant sur une série de données couvrant la période 1971-2000. En 2020, Météo-France publie une typologie des climats de la France métropolitaine dans laquelle la commune est exposée à un climat méditerranéen et est dans la région climatique  Provence, Languedoc-Roussillon, caractérisée par une pluviométrie faible en été, un très bon ensoleillement (2 600 h/an), un été chaud (21,5 °C), un air très sec en été, sec en toutes saisons, des vents forts (fréquence de 40 à 50 % de vents > 5 m/s) et peu de brouillards. 
Pour la période 1971-2000, la température annuelle moyenne est de 12,9 °C, avec une amplitude thermique annuelle de 14,8 °C. Le cumul annuel moyen de précipitations est de 763 mm, avec 5,4 jours de précipitations en janvier et 2,1 jours en juillet. Pour la période 1991-2020, la température moyenne annuelle observée sur la station météorologique de Météo-France la plus proche, « Cuers », sur la commune de Cuers à 17 km à vol d'oiseau, est de 15,5 °C et le cumul annuel moyen de précipitations est de 778,9 mm. 
La température maximale relevée sur cette station est de 41,3 °C, atteinte le 5 août 2017 ; la température minimale est de −9,3 °C, atteinte le 11 février 2012,,. 
Les paramètres climatiques de la commune ont été estimés pour le milieu du siècle (2041-2070) selon différents scénarios d'émission de gaz à effet de serre à partir des nouvelles projections climatiques de référence DRIAS-2020. Ils sont consultables sur un site dédié publié par Météo-France en novembre 2022.

### Sismicité
La commune de Mazaugues est en zone de sismicité 2 (faible).

### Voies de communications et transports

#### Voies routières
- D5 depuis Brignoles et D64 depuis La Roquebrussanne[13].

### Intercommunalité
Commune membre de la Communauté d'agglomération de la Provence Verte.

## Urbanisme

### Typologie
Au 1er janvier 2024, Mazaugues est catégorisée commune rurale à habitat dispersé, selon la nouvelle grille communale de densité à sept niveaux définie par l'Insee en 2022.
Elle est située hors unité urbaine. Par ailleurs la commune fait partie de l'aire d'attraction de Marseille - Aix-en-Provence, dont elle est une commune de la couronne,. Cette aire, qui regroupe 115 communes, est catégorisée dans les aires de 700 000 habitants ou plus (hors Paris),.

### Occupation des sols
L'occupation des sols de la commune, telle qu'elle ressort de la base de données européenne d’occupation biophysique des sols Corine Land Cover (CLC), est marquée par l'importance des forêts et milieux semi-naturels (94 % en 2018), une proportion sensiblement équivalente à celle de 1990 (93,9 %). La répartition détaillée en 2018 est la suivante : 
forêts (74,2 %), milieux à végétation arbustive et/ou herbacée (16,2 %), espaces ouverts, sans ou avec peu de végétation (3,5 %), zones agricoles hétérogènes (3,4 %), zones urbanisées (1,2 %), prairies (0,8 %), mines, décharges et chantiers (0,5 %). L'évolution de l’occupation des sols de la commune et de ses infrastructures peut être observée sur les différentes représentations cartographiques du territoire : la carte de Cassini (XVIIIe siècle), la carte d'état-major (1820-1866) et les cartes ou photos aériennes de l'IGN pour la période actuelle (1950 à aujourd'hui).

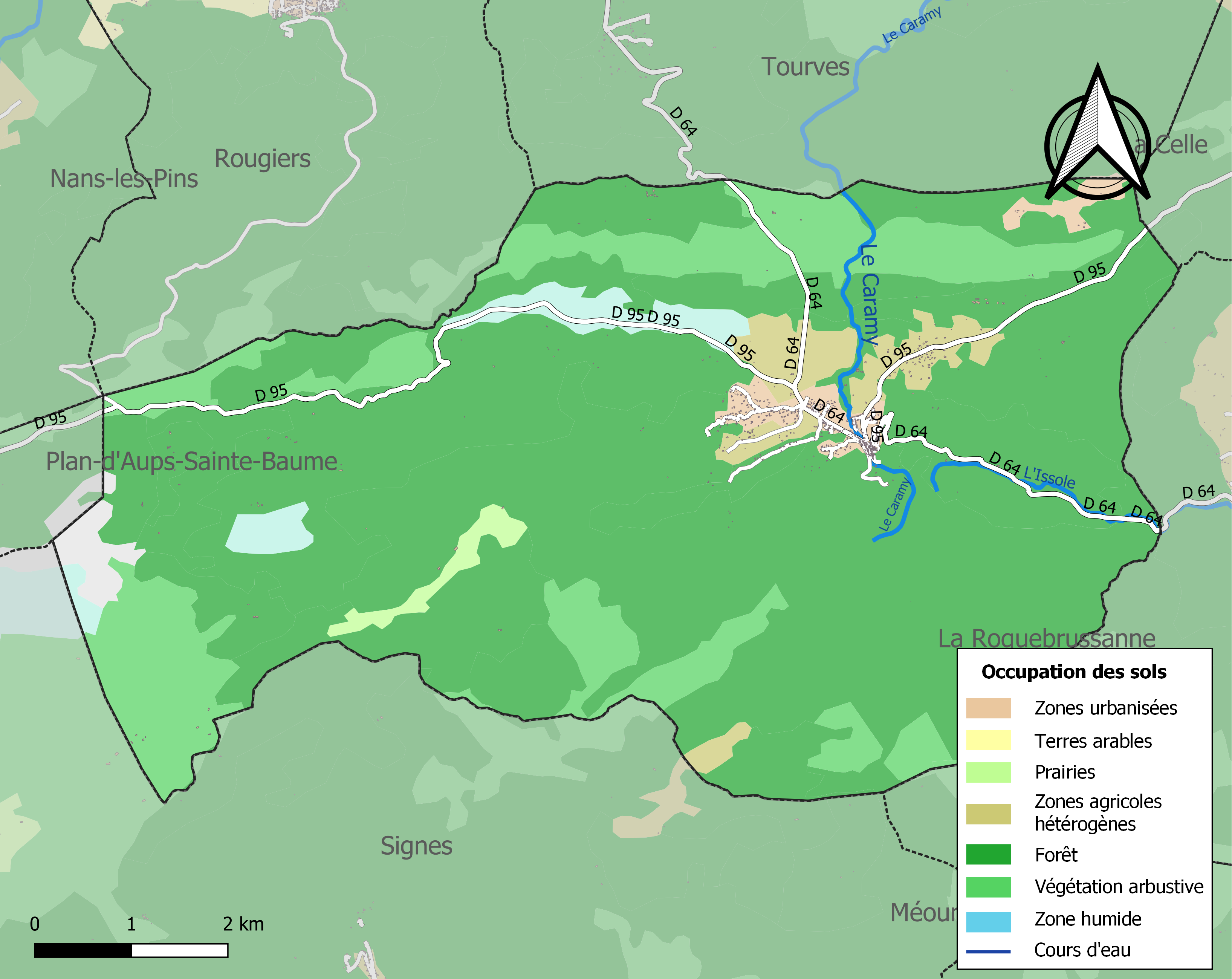
Carte des infrastructures et de l'occupation des sols de la commune en 2018 (CLC).

#### Transports en commun
Le réseau régional de transports en commun Zou ! dessert la commune.

##### Lignes SNCF
- Les gares SNCF les plus proches sont :
- lignes Express Régionales (LER) :
  - la gare la plus proche se trouve à Brignoles (TER) ;
  - la gare de Marseille-Saint-Charles (TER/Intercités/TGV) ;
  - la gare des Arcs - Draguignan (TER/Intercités/TGV) ;
  - la Gare de Toulon (TER/Intercités/TGV).

##### Aéroport en Provence-Alpes-Côte d'Azur
En particulier :
- aéroport de Marseille Provence ;
- aéroport de Toulon-Hyères ;
- aéroport de Nice-Côte d'Azur.

##### Ports en Provence-Alpes-Côte d'Azur
En particulier :
- la rade de Toulon ;
- le port de Marseille ;
- port Hercule (port de Monaco) ;
- port Lympia (port de Nice).

## Toponymie
Mazaugues apparaît dans les archives dès le Xe siècle sous le nom de Madaligas, puis de Matalicas et Madalgas au XIe siècle et de Mazalgis et Mazalgas au XIIe siècle. L’origine de ce nom peut être germanique (grandes invasions du Ve siècle).
Le nom de la commune est Maugo en provençal local et Mazaugo provençal local standard en forme mistralienne. L'écriture classique écrit Maugas et Mazaugas. L'écriture en ancien provençal est "Mazauga".
Ses habitants sont appelés les Mazauguais.

## Histoire

### Préhistoire et Antiquité
La présence de l’homme au Néolithique est attestée sur le territoire de Mazaugues avec les abris-sous-roche ornés de peintures schématiques dans les gorges du Caramy. Plusieurs traces d’habitat de l’âge du fer avec des enceintes préhistoriques ont été découvertes au Castellas de la Tête du Baou et sur le site de l’oppidum de Meynarguette.
L’occupation romaine a laissé des vestiges abondants sur la commune avec des fragments de dolia, de tuiles à rebord et d'amphores, et des débris de vases samiens, sur le site de l'ancienne villa Matalica à Saint-Victor et dans les quartiers de Saint-Gall et La Venelle.

### Moyen Âge

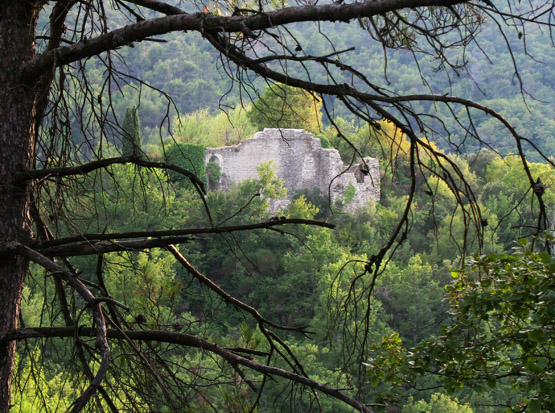
Vue du château féodal de Mazaugues.

À partir du Xe siècle, le castrum de Mazaugues appartient aux vicomtes de Marseille et figure dans le cartulaire de l’abbaye Saint-Victor, parfois sous l’ancien nom de Mazalgas. Le château féodal et une église sont construits au XIIe siècle sur le promontoire rocheux.
La seigneurie passe ensuite entre les mains de la famille d'Agoult au XIIIe siècle et de la famille de Montauban au XIVe siècle. Au XVe siècle et au XVIe siècle, elle est la propriété de la famille de Castellane ; 
entre 1583 et 1665, les Castellane-Mazaugues fournissent huit chevaliers à l’ordre de Saint-Jean de Jérusalem.
Au XVIe siècle, l'église est agrandie avec une deuxième abside mais la population commence à quitter le vieux village pour s'installer dans la plaine sur les bords du Caramy. Au XVIIe siècle et au XVIIIe siècle, la famille de Castellane et la famille de Thomassin se partagent le fief de Mazaugues et possèdent leurs demeures dans le nouveau village.
En 1777, une grande fontaine est construite sur la place près du Caramy et en 1784, c'est l'horloge et son beffroi hexagonal qui sont érigés contre l'ancienne maison commune.

### Révolution française
Durant l’été 1789, les coseigneurs de Mazaugues émigrent à l'étranger. En 1790, leurs biens sont encadastrés, les forêts sont déclarées biens nationaux et les terres agricoles sont soit vendues, soit affermées.
En août 1790, les habitants de Mazaugues conduisent manu militari au Directoire de Toulon le curé Véran qui désapprouve la Constitution ; même s'il est très vite libéré, le curé ne veut plus retourner au village.

### Après la Révolution française
La construction de l'église paroissiale débute en 1808 à l'intérieur du village.
En 1839, la petite commune de Meinarguette est rattachée à Mazaugues qui connaît ainsi un accroissement territorial.
À la suite du coup d’État du 2 décembre 1851, Mazaugues fait partie des communes insurgées et une vingtaine d’hommes se rendent à Tourves le 7 décembre 1851 pour assister à l’installation d’une commission insurrectionnelle. Des Mazauguais sont arrêtés, condamnés et dépossédés, mais ils seront indemnisés par la République en 1882,.
En 1883, un nouveau bâtiment regroupe l'école, la mairie et la poste. Et à cette époque, pour des raisons de salubrité, la partie du Caramy qui passe dans le village est canalisée et recouverte.

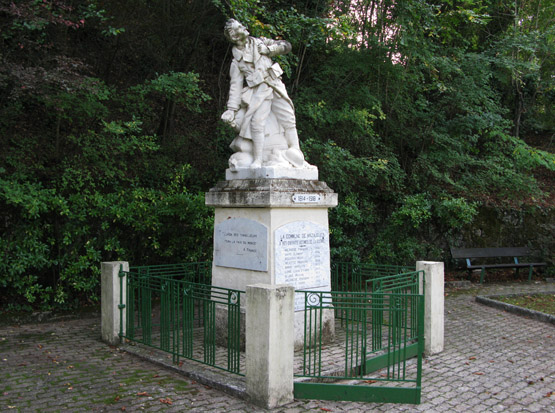
Le monument aux morts pacifiste de Mazaugues.

Durant la Seconde Guerre mondiale, douze Mazauguais composent le Comité local de libération qui s’occupe des tâches de résistance et prépare la libération.
Entre 1942 et 1944, une ancienne mine de bauxite sert de cache à un poste émetteur clandestin et à des armes parachutées pour le maquis.

### Les glacières

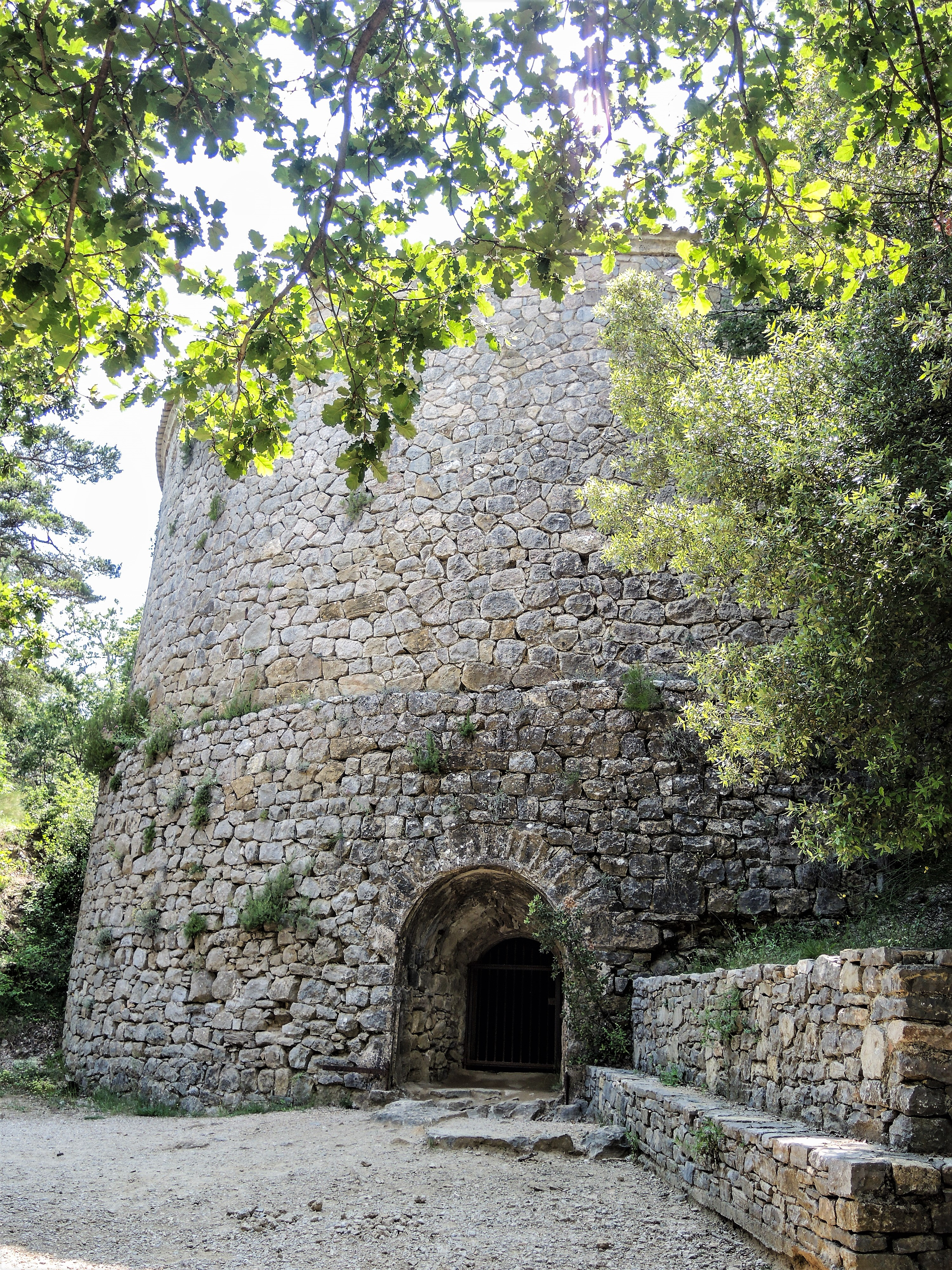
Glacière Pivaut.

À la fin du XVIIe siècle, les nombreuses sources et le climat particulièrement frais par endroits favorisent l’implantation des glacières et donnent naissance à l’artisanat de la glace qui consiste à stocker jusqu'à l'été la glace naturelle formée l'hiver dans les bassins de gel. Le massif de la Sainte-Baume abrite une vingtaine de ces réservoirs à glace,.
Il y a sur le territoire de la commune pas moins de dix-sept glacières qui alimentent en glace Toulon, puis Marseille, durant tout le XIXe siècle ; c'est pourquoi le Musée de la glace est implanté à Mazaugues. Les visiteurs y sont amenés à remonter le temps et à découvrir comment l'homme a exploité, commercialisé et utilisé la glace. La plus grande de toutes est celle de Pivaut, classée monument historique, qui peut être visitée en compagnie d'un guide.

### Les mines debauxite
À partir de 1899, Mazaugues est un des hauts lieux de l’extraction de la bauxite avec dix sites exploités par l’Union des bauxites et la Société d’électro-métallurgie française. Certaines mines atteignent 300 mètres de profondeur.
Durant près d’un siècle, le village vit au rythme de l'exploitation des mines. Les mineurs en ressortent couverts de poussière rouge de bauxite, ce qui leur vaut le surnom de Gueules Rouges.
En 1914, les trois principaux sites sur la commune emploient près de huit-cents ouvriers. La dernière mine de Mazaugue ferme en 1985.

## Politique et administration

### Liste des maires
| Période        | Période   | Identité                                 | Étiquette | Qualité                                                            |
| -------------- | --------- | ---------------------------------------- | --------- | ------------------------------------------------------------------ |
| 1797           | 1799      | Pierre Tourtin                           |           | Propriétaire                                                       |
| 1799           | 1808      | Joseph Guisol                            |           | Propriétaire                                                       |
| 1808           | 1812      | Boniface-Alphonse-Léon de Castellane     |           | Baron, propriétaire                                                |
| 1812           | 1815      | Jean-Baptiste Barbaroux                  |           |                                                                    |
| 1815           | 1821      | Vincent Ragou                            |           |                                                                    |
| 1821           | 1830      | Boniface-Alphonse-Léon de Castellane     |           | Baron, propriétaire                                                |
| 1830           | 1831      | Antoine Lombard                          |           |                                                                    |
| 1831           | 1832      | Vincent Ragou                            |           | Propriétaire                                                       |
| 1832           | 1835      | Sidonie Gras                             |           | Propriétaire                                                       |
| 1835           | 1840      | Félix Abram                              |           | Propriétaire                                                       |
| 1840           | 1841      | Vincent Ragou                            |           | Propriétaire                                                       |
| 1841           | 1848      | Félix Abram                              |           | Ménager                                                            |
| 1848           | 1851      | Ferdinand Ragou                          |           | Propriétaire                                                       |
| 1851           | 1851      | Corentin Granet                          |           | Cultivateur                                                        |
| 1851           | 1861      | Pierre-Roch-Aristide Monin               |           | Chirurgien de la marine en retraite                                |
| 1861           | 1863      | Bruno-Joseph-André de Gasquet de Valette |           | Propriétaire                                                       |
| 1863           | 1865      | Thimoléon Ragou                          |           | Propriétaire                                                       |
| 1865           | 1869      | Bruno-Joseph-André de Gasquet de Valette |           | Propriétaire                                                       |
| 1869           | 1871      | Adolphe-Louis Monin                      |           | Propriétaire                                                       |
| 1871           | 1874      | Hilarion Lombard                         |           | Marchand de bois                                                   |
| 1874           | 1876      | Adolphe Monin                            |           | Propriétaire                                                       |
| 1876           | 1878      | Hilarion Lombard                         |           | Marchand de bois                                                   |
| 1878           | 1888      | Henri Bonniot                            |           | Rentier                                                            |
| 1888           | 1890      | Édouard Granet                           |           | Propriétaire                                                       |
| 1890           | ?         | Firmin Lombard                           |           | Propriétaire                                                       |
| 1975           | 1983      | Jean Bonhomme                            |           | Receveur PTT                                                       |
| 1983           | 1995      | Henriette Vincent                        |           |                                                                    |
| mars 2001      | mars 2008 | Guy Bagnis                               |           |                                                                    |
| mars 2008      | juin 2020 | Denis Lavigogne                          | UMP → LR  | Retraité 9e vice-président de la CA de la Provence Verte (2018 → ) |
| 3 juillet 2020 | En cours  | Laurent Gueit                            | SE        | Agent territorial                                                  |

### Budget et fiscalité 2019
En 2019, le budget de la commune était constitué ainsi :
- total des produits de fonctionnement : 956 000 €, soit 1 048 € par habitant ;
- total des charges de fonctionnement : 880 000 €, soit 965 € par habitant ;
- total des ressources d’investissement : 331 000 €, soit 363 € par habitant ;
- total des emplois d’investissement : 105 000 €, soit 115 € par habitant.
- endettement : 1 358 000 €, soit 1 489 € par habitant.

Avec les taux de fiscalité suivants :
- taxe d’habitation : 11,53 % ;
- taxe foncière sur les propriétés bâties : 20,00 % ;
- taxe foncière sur les propriétés non bâties : 93,24 % ;
- taxe additionnelle à la taxe foncière sur les propriétés non bâties : 0,00 % ;
- cotisation foncière des entreprises : 0,00 %.

Chiffres clés Revenus et pauvreté des ménages en 2018 : médiane en 2018 du revenu disponible, par unité de consommation : 21 060 €.

### Politique environnementale
La commune fait partie du nouveau parc naturel régional de la Sainte-Baume, créé par décret du 20 décembre 2017.

## Population et société

### Démographie

#### Évolution démographique
L'évolution du nombre d'habitants est connue à travers les recensements de la population effectués dans la commune depuis 1793. Pour les communes de moins de 10 000 habitants, une enquête de recensement portant sur toute la population est réalisée tous les cinq ans, les populations de référence des années intermédiaires étant quant à elles estimées par interpolation ou extrapolation. Pour la commune, le premier recensement exhaustif entrant dans le cadre du nouveau dispositif a été réalisé en 2004.

En 2022, la commune comptait 894 habitants, en évolution de −0,56 % par rapport à 2016 (Var : +4,98 %, France hors Mayotte : +2,11 %).
| 1793 | 1800 | 1806 | 1821 | 1831 | 1836 | 1841 | 1846 | 1851 |
| ---- | ---- | ---- | ---- | ---- | ---- | ---- | ---- | ---- |
| 400  | 456  | 473  | 578  | 611  | 617  | 625  | 584  | 576  |

| 1856 | 1861 | 1866 | 1872 | 1876 | 1881 | 1886 | 1891 | 1896 |
| ---- | ---- | ---- | ---- | ---- | ---- | ---- | ---- | ---- |
| 524  | 580  | 554  | 601  | 593  | 561  | 519  | 543  | 531  |

| 1901 | 1906 | 1911 | 1921 | 1926 | 1931 | 1936 | 1946 | 1954 |
| ---- | ---- | ---- | ---- | ---- | ---- | ---- | ---- | ---- |
| 521  | 579  | 592  | 533  | 525  | 521  | 510  | 385  | 364  |

| 1962 | 1968 | 1975 | 1982 | 1990 | 1999 | 2004 | 2006 | 2009 |
| ---- | ---- | ---- | ---- | ---- | ---- | ---- | ---- | ---- |
| 338  | 365  | 331  | 359  | 461  | 511  | 613  | 673  | 801  |

| 2014 | 2019 | 2022 | - | - | - | - | - | - |
| ---- | ---- | ---- | - | - | - | - | - | - |
| 868  | 868  | 894  | - | - | - | - | - | - |

### Enseignement
Établissements d'enseignements :
- école maternelle ;
- école primaire à Mazaugues[58], Roquebrussanne ;
- collèges à Saint-Maximin-la-Sainte-Baume, Garéoult ;
- lycées à Saint-Maximin-la-Sainte-Baume, La Celle, Brignoles.

### Santé
Professionnels et établissements de santé :
- médecins à La Roquebrussanne, Méounes-lès-Montrieux, Tourves ;
- pharmacies à La Roquebrussanne, Signes, Méounes-lès-Montrieux ;
- hôpitaux à Nans-les-Pins, Saint-Maximin-la-Sainte-Baume.

### Cultes
- Culte catholique, Paroisse de l'Issole[60], Diocèse de Fréjus-Toulon.

## Économie

### Entreprises et commerces

#### Agriculture
Mazaugues tire ses ressources de l’agriculture, de l’élevage et du tourisme, fait partie du territoire Provence Verte et de la communauté de communes du Val d'Issole.
La coopérative vinicole et oléicole et moulin à huile dits la Clairvoyante La clairvoyante.

#### Tourisme
La commune occupe une position centrale au sein du futur parc naturel régional de la Sainte-Baume.

#### Commerces
Le programme de développement économique du village est basé sur la protection et l’usage des eaux souterraines (maraîchage biologique, spiruline, pisciculture).

## Culture locale et patrimoine

### Lieux et monuments
Le patrimoine religieux :

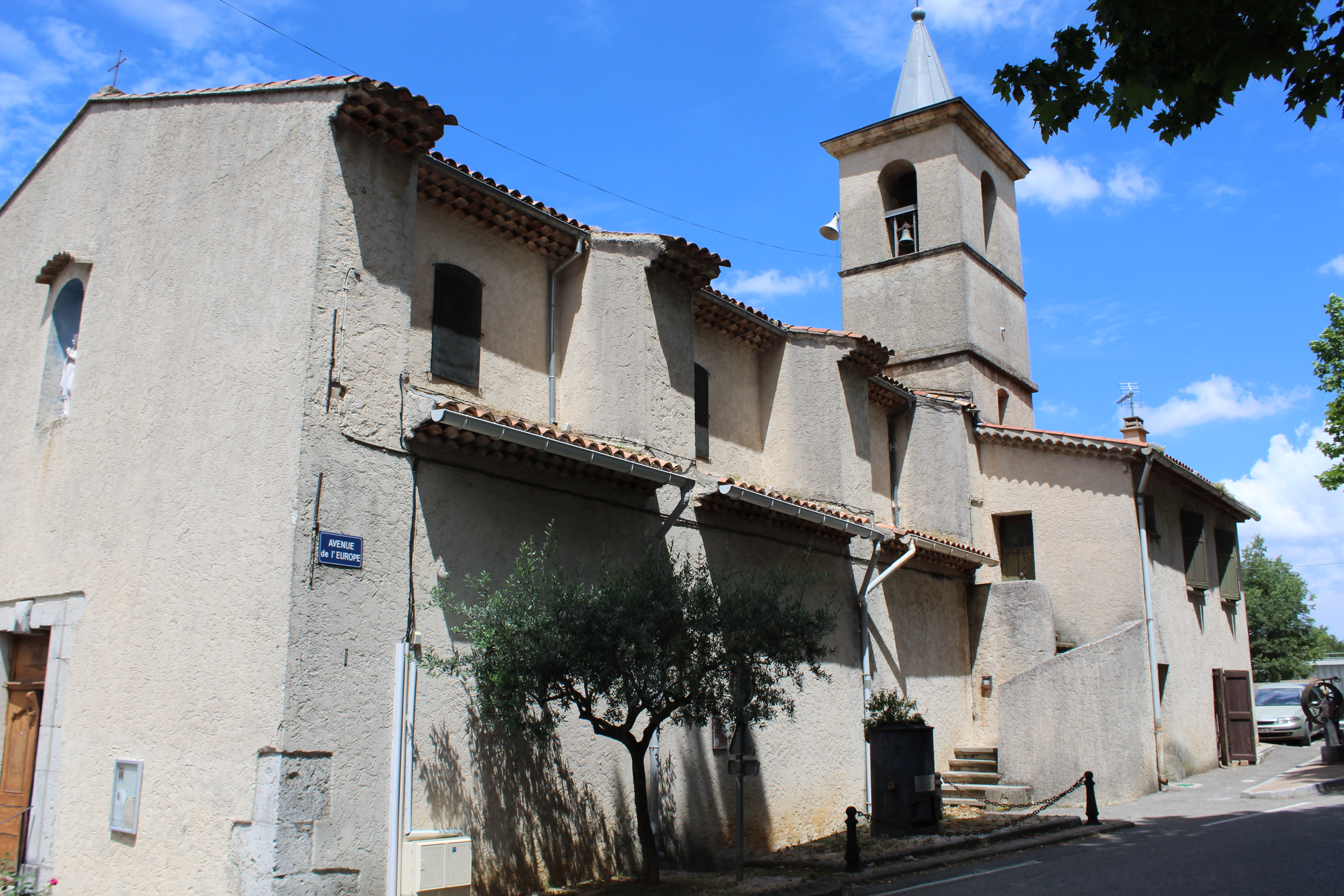
L'église.

- Église paroissiale Saint-Christophe : elle abrite un triptyque de la Vierge à l'Enfant qui a été classé au titre des monuments historiques[65].
- Le monument aux morts pacifiste[66], dédié aux Enfants de Mazaugues victimes de la guerre[67], représente un poilu sans armes.

Le patrimoine civil :
- La tour de l'horloge et sa cloche de 1784[68].
- Les ruines du château[69] et de l'église datent du Moyen Âge[70].
- Le musée de la Glace peut être visité ainsi que la glacière de Pivot, inscrite sur l'inventaire supplémentaire des monuments historiques[71].
- Les Sauts du Cabri[72] et les abris-sous-roche peints datant du Néolithique.
- Les vestiges du pont du Diable[73] datent du Moyen Âge classique.
- Les fontaines et lavoir.

L'eau dans la commune : fontaines et lavoir.
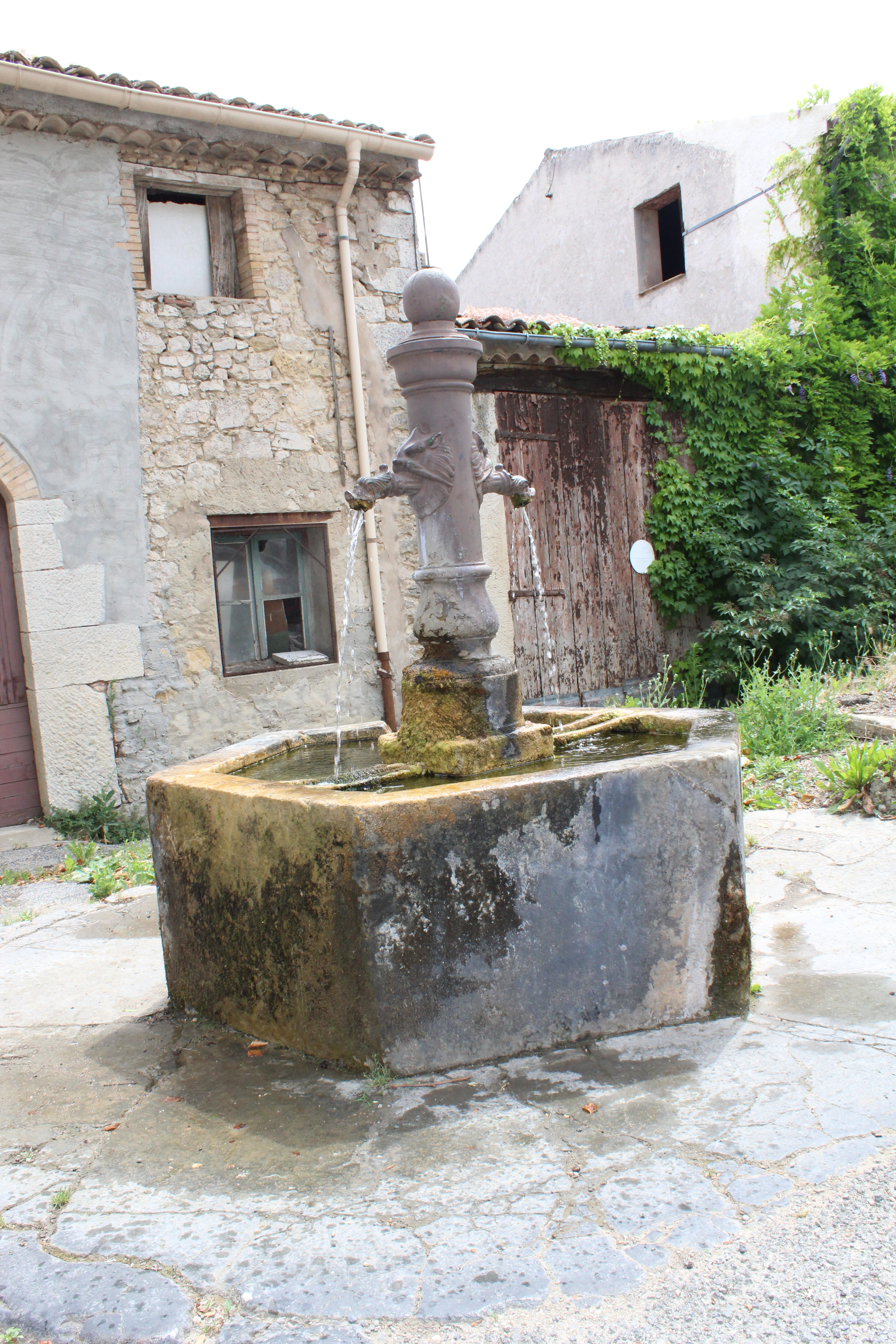
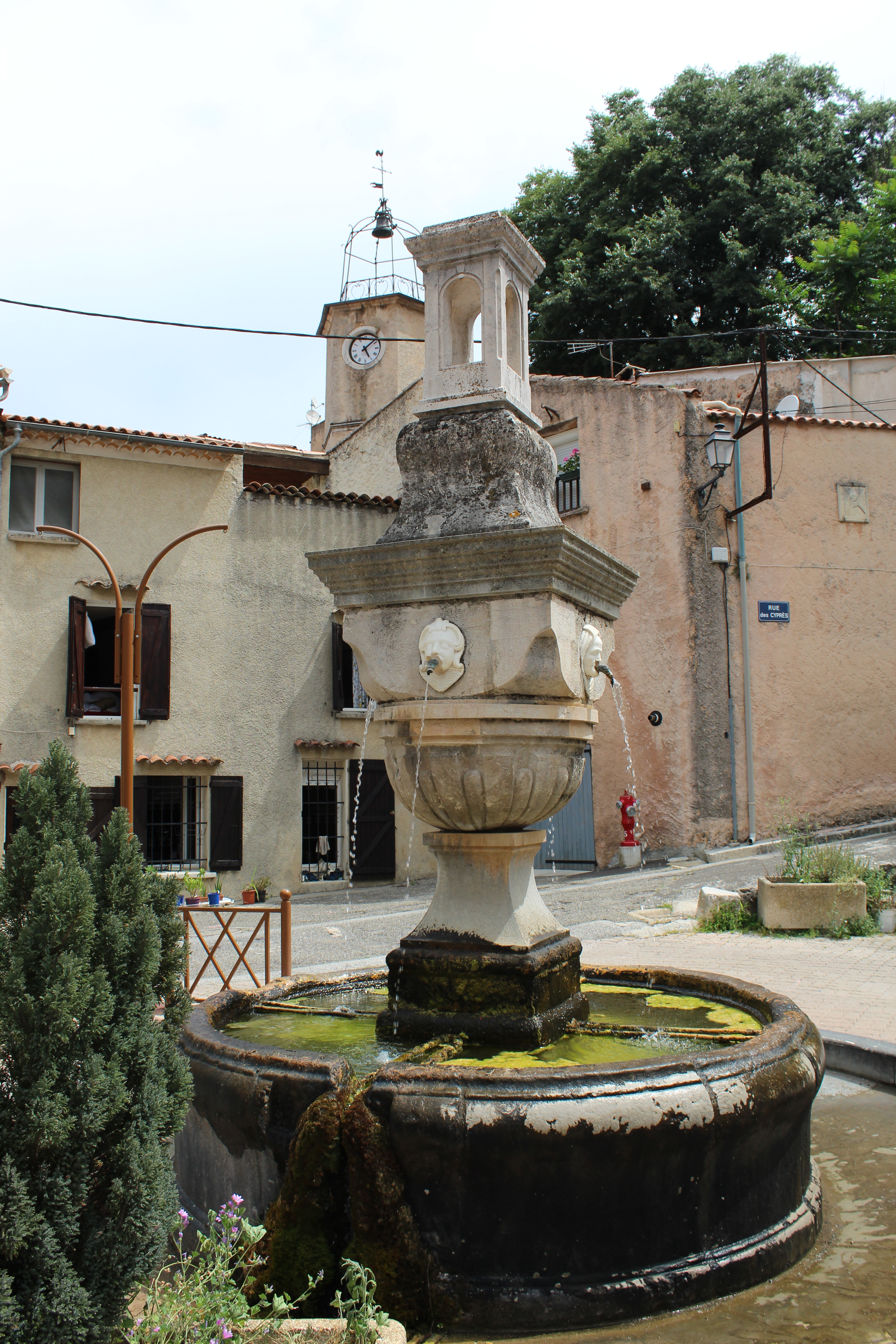
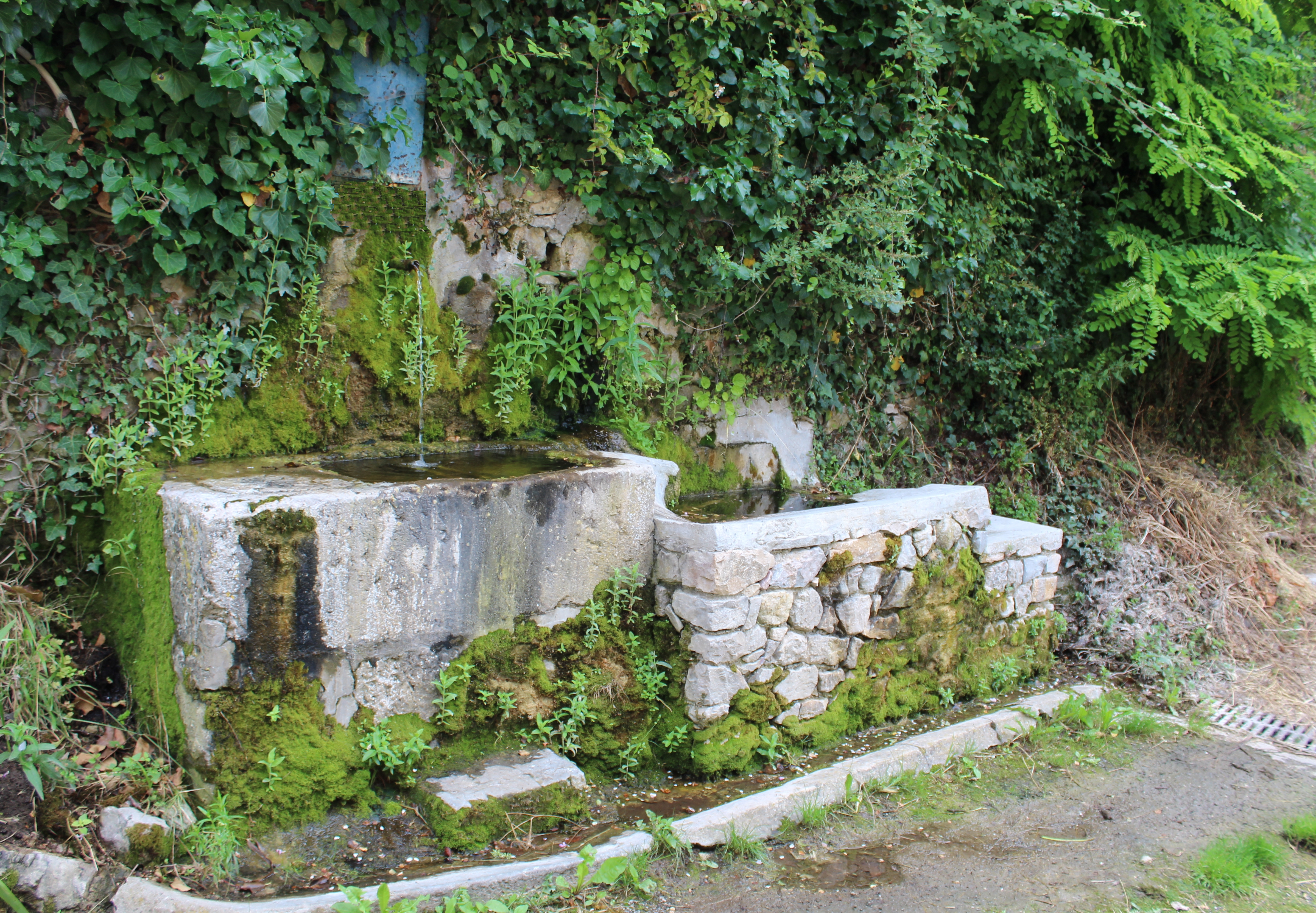
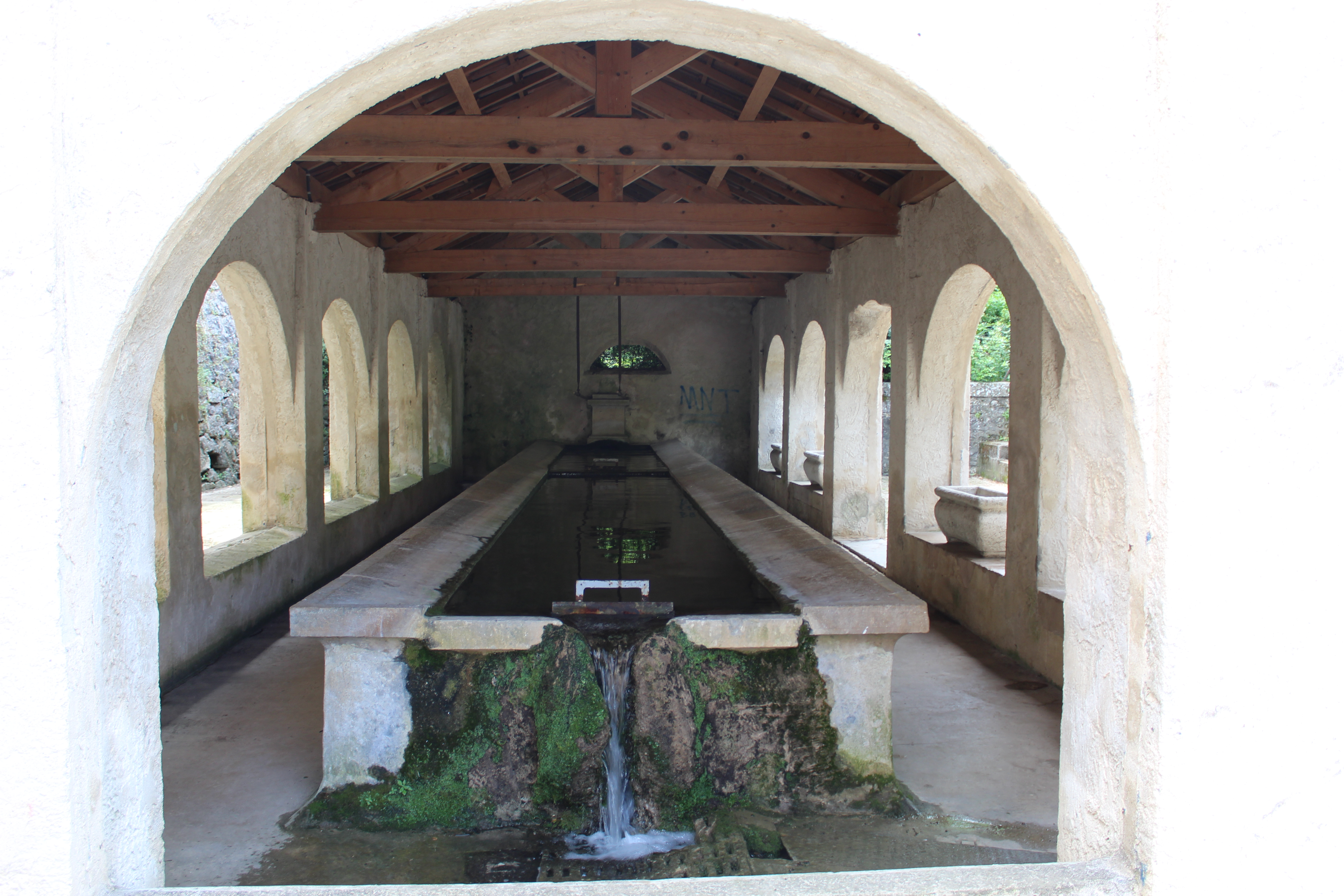
Le lavoir.

Le patrimoine naturel :
- Le vaste plateau d’Agnis comporte de nombreux rochers aux formes mystérieuses.
- Le cirque des Escarettes est un impressionnant cirque calcaire qui domine la commune.
- Les gorges du Caramy, réputées pour ses douze sources, présentent des lieux remarquables[74] comme la baume de Saint-Michel[75],[76], les Sauts du Cabri[77].

### Personnalités liées à la commune
- Charles Fabre (1880-1977), instituteur et maire de Mazaugues[78],[79], aménage le square du monument aux morts pacifiste en 1935 et est l’initiateur de la délibération : À bas toutes les guerres ! Vive la République universelle des travailleurs ! Ardent soutien du Front populaire, il fait ajouter un an plus tard les deux plaques suivantes : L’union des travailleurs fera la paix du monde (Anatole France) et L’humanité est maudite, si, pour faire preuve de courage, elle est condamnée à tuer éternellement (Jean Jaurès)[80].
- Elléon de Castellane-Mazaugues, (né à Mazaugues le 11 juin 1746, mort à Udine le 29 mai 1806) est un ecclésiastique qui fut le dernier évêque de Toulon de 1786 à 1790.
- Henriette Vincent, née Ragou le 29 décembre 1920, maire de Mazaugues de 1983 à 1995. Médaille d'honneur des Maires de France et médaille du Sénat[81].

### Héraldique
|  | La commune de Mazaugues porte : De sable, à une maison d'argent. |